# Комша (приток Ежуги)
Комша — река в России, протекает по Архангельской области, Республике Коми. Устье реки находится в 8 км по левому берегу реки Ежуги. Длина реки составляет 16 км.
Исток — слияние рек: Большая Комша и Малая Комша.

## Данные водного реестра
По данным государственного водного реестра России относится к Двинско-Печорскому бассейновому округу, водохозяйственный участок реки — Мезень от истока до водомерного поста у деревни Малонисогорская. Речной бассейн реки — Мезень.
Код объекта в государственном водном реестре — 03030000112103000048693.